# Deutsche Bank Center
Deutsche Bank Center, anteriormente chamado de AOL Time Warner Center e também conhecido como One Columbus Circle, é um complexo de edificações considerado um dos prédios mais altos do mundo, com 229 metros (750 ft) de altura. Edificado na cidade de Nova Iorque, Estados Unidos, foi concluído em 2004 com 55 andares. O arranha-céu, localizado no Columbus Circle, funcionava como sede da WarnerMedia.
O prédio possui uma área total de 260.000 m², dividida entre escritórios, apartamentos e hotéis e até um luxuoso shopping center, localizado na base do edifício. O prédio ainda abriga um teatro  com capacidade para 1.200 pessoas. É considerado o lote de terra mais caro da Big Apple, sendo avaliado em pouco mais de US$ 1 bilhão.

## Construção
A construção foi paralisada por quase 15 anos após Mortimier Zuckerman ganhar uma licitação para comprar a propriedade pertencente à Metropolitan Transportation Authority. Zuckerman propôs a construção de dois edifícios desenhados pelo arquiteto Moshe Safdie na propriedade de 18.000 m².